# Patrick James Zurek
Patrick James Zurek (17 de agosto de 1948) es el obispo de la Diócesis de Amarillo, Texas, desde el 22 de febrero de 2008. 

## Biografía
Estudió teología moral en Roma y sirvió como capellán en el Hospital infantil niños de Jesús durante su etapa como seminarista. 
Fue ordenado sacerdote en Roma el 29 de junio de 1975 por el Papa Pablo VI junto a otros 359 sacerdotes con motivo de la celebración del jubileo del año de 1975. Ha participado también en numerosos eventos de caridad, incluyendo uno para escuelas católicas en el que recolectó $230,000 dólares. También ha aparecido en televisión celebrando la misa.